# Cophixalus verecundus
Cophixalus verecundus és una espècie de granota que viu a Papua Nova Guinea.